# Rhaphidophora angulata
Rhaphidophora angulata är en insektsart som beskrevs av Sigfrid Ingrisch 2002. Rhaphidophora angulata ingår i släktet Rhaphidophora och familjen grottvårtbitare. Inga underarter finns listade i Catalogue of Life.